# Visió perifèrica

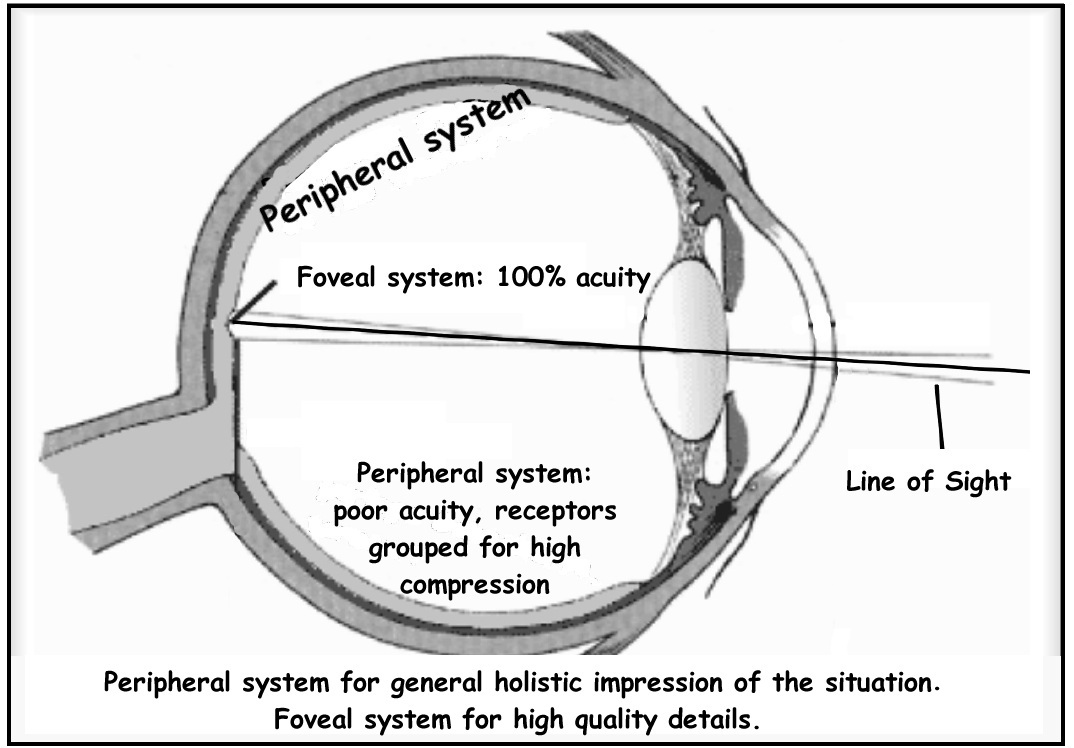

Visió perifèrica

Camp de visió

La visió perifèrica o visió tangencial és una part de la percepció visual que ocorre fora del centre de l'acte visual. La visió perifèrica es forma fora de la màcula, en la perifèria de la retina. És un tipus de visió poc rica en detalls, on l'individu percep la presència d'objectes i moviments, però sense nitidesa, gairebé desenfocats. Això passa perquè la llum incideix en els ulls només de forma rectilínia front als nostres ulls i allò que està al voltant apareix desenfocat.
Hi ha un ampli conjunt de punts no-centrals en el camp de visió que s'inclouen en la noció de visió perifèrica.
Contràriament a la visió fòveal en la qual l'ull s'atura (durant 200 a 400 mil·lisegons) sobre un punt de fixació per obtenir els detalls amb alt poder de resolució, la visió perifèrica proporciona impressions globals, comprimides i deformades dels camp de visió total.
La visió perifèrica proporciona fins a 100 imatges per segon (en lloc de les 3 a 4 en el cas de la visió foveal).
Ella permet la percepció ultraràpida dels moviments, fins i tot de nit (visió escotòpica).
La seva capacitat de detectar els moviment augmenta cap a la perifèria extrema.
La visió perifèrica cobreix més del 99% del camp de visió i disposa del 50% del nervi òpitic i delcòrtx visual.

## Límits interns
Els límits interns de la visió perifèrica es poden definir de maneres diferents depenent del context. En l'ús comú, el terme "visió perifèrica"esrefereix al que tècnicament se'n diu "visió perifèrica llunyana." Aquesta és la visió fora del rang de la visió estereoscòpica. Es pot concebre com limitada al centre per un cercle de 60° de radi o de 120° de diàmetre, centrada al voltant del punt de fixació, és a dir, el punt on es dirigeix l'acte visual. En l'ús comú, la visió perifèrica també es pot referir a una superfície definida per un cercle de 30° de radi o 60° de diàmetre. En els camps relacionats amb la visió com la fisiologia, oftalmologia, o optometria, els límits interns de la visió perifèrica es defineixen de forma més estricta en termes de diverses regions anatòmiques de la retina central, generalment la fòvea.
Els límits externs de la visió perifèrica corresponen als límits del conjunt del camp de visió. Per a un sol ull, l'extensió del camp visual es pot definir en termes de 4 angles, cadascun d'ells mesurats des del punt de fixació. Aquesta angles, que representen les 4 direccions cardinals, són: 60° superior, 60° nasal (cap al nas), 70-75° inferior i 100-110° temporal.

 Per ambdós ulls el camp visual combinat és 130-135° vertical
 and 200-220° horizontal.

## Característiques
La pèrdua de visió perífèrica però conservant la visió central rep el nom de visió en túnel, i la pèrdua de visió central mantenint la visió perifèrica es coneix com a escotoma central.
La visió perifèrica és feble en els humans, especialment per distingir els colors i les formes. Això és degut al fet que eles cèllules receptores de la retina són més grans al centre i menors a les vores.